# Старый город (Любек)
Старый город Любека (Альтштадт, нем. Lübecker Altstadt) — исторический центр города Любек (Шлезвиг-Гольштейн), признанный памятником Всемирного наследия ЮНЕСКО в 1987 году под названием «Ганзейский город Любек»; крупнейший по размеру памятник в современной Германии, имеющий площадь в 100 га. Занимает остров между рекой Траве и каналом Эльба — Любек, который окружен остатками средневековой городской стены с сохранившимися воротами — Бургтор и Хольстентор; помимо зданий периода кирпичной готики, на острове сохранились портовыми сооружениями XIX века. Сегодня старый город является одной из административных единиц Любека — район Инненштадт (нем. Innenstadt) входит в десять городских районов. В старом городе продолжают проживать 12 000 человек.

## История и описание
Старый город Любека исторически был разделен двумя дорогами на четыре квартала (Quartier). В XX веке, в целях планирования реконструкции и перепланировки города, Альтштадт был разделен на пронумерованные блоки (Häuserblöcke). В список Всемирного наследия в 1987 году формально был внесен не весь остров: оценки ИКОМОС за 1983 и 1986 годы исключили из него часть, которая была разрушена в марте 1942 года во время бомбардировки города. Оцифрованная карта с точным отображением области Всемирного наследия стала доступна в 2009 году — она была создана при координации с комитетами ЮНЕСКО.
Новая карта разделила объект на три области: «Район № 1» представляет собой северную и восточную часть старого города; «Район № 2» включает в себя юго-западный регион, а небольшой «Район № 3» включает ратушу и Мариенкирхе. Три района занимают в общей сложности 81 гектар — окружающая буферная зона составляет около 694 гектаров. Всего в Старом городе Любека более 1000 светских зданий, были внесены в индивидуальный список: многие из них относятся к периоду кирпичной готики и «кирпичного Возрождения».